# Landesgartenschau Zittau/Olbersdorf 1999
Die 2. Sächsische Landesgartenschau fand vom 7. Mai bis zum 17. Oktober 1999 unter dem Motto „Landschaft nach dem Bergbau“ hauptsächlich in Olbersdorf sowie in Zittau statt und fand gleichzeitig mit der kleinen Landesgartenschau in Neustadt bei Coburg sowie mit den Landesgartenschauen Grün99 in Weil am Rhein und mit der in Oberhausen statt. Es wurden rund 20 Millionen DM investiert.

## Geschichte

### Vorgeschichte
Bereits seit dem 20. Jahrhundert wurde in Olbersdorf im Tagebau „Glückauf“ Kohle abgebaut. Im Jahr 1938 wurde der Tagebau kurz eingestellt, nach dem Zweiten Weltkrieg allerdings wieder eröffnet, um so Zittau und die Umgebung ansässige Industrie mit Rohbraunkohle zu versorgen. So wurde bereits 1948 eine 2,4 Kilometer lange Anschlussbahn zum Bahnhof Olbersdorf Oberdorf an der Schmalspurbahn Zittau–Kurort Oybin gebaut, die 1949 in Betrieb genommen war. Die Kohle in Olbersdorf (und unter Zittau) war bekannt für ihre hervorragende Verschwelbarkeit.
Bereits 1985 liefen die Planungen für die Erweiterung des Tagebaus Olbersdorf zum Großtagebau „Zittau Süd“. Dabei hätten das Olbersdorfer Niederdorf und die Plattenbauten in Zittau-Süd weichen müssen. In Olbersdorf liefen die Planungen so weit, dass bereits 1986 die ehemalige Olbersdorfer Kirche weichen musste und Grundstücke angekauft wurden.

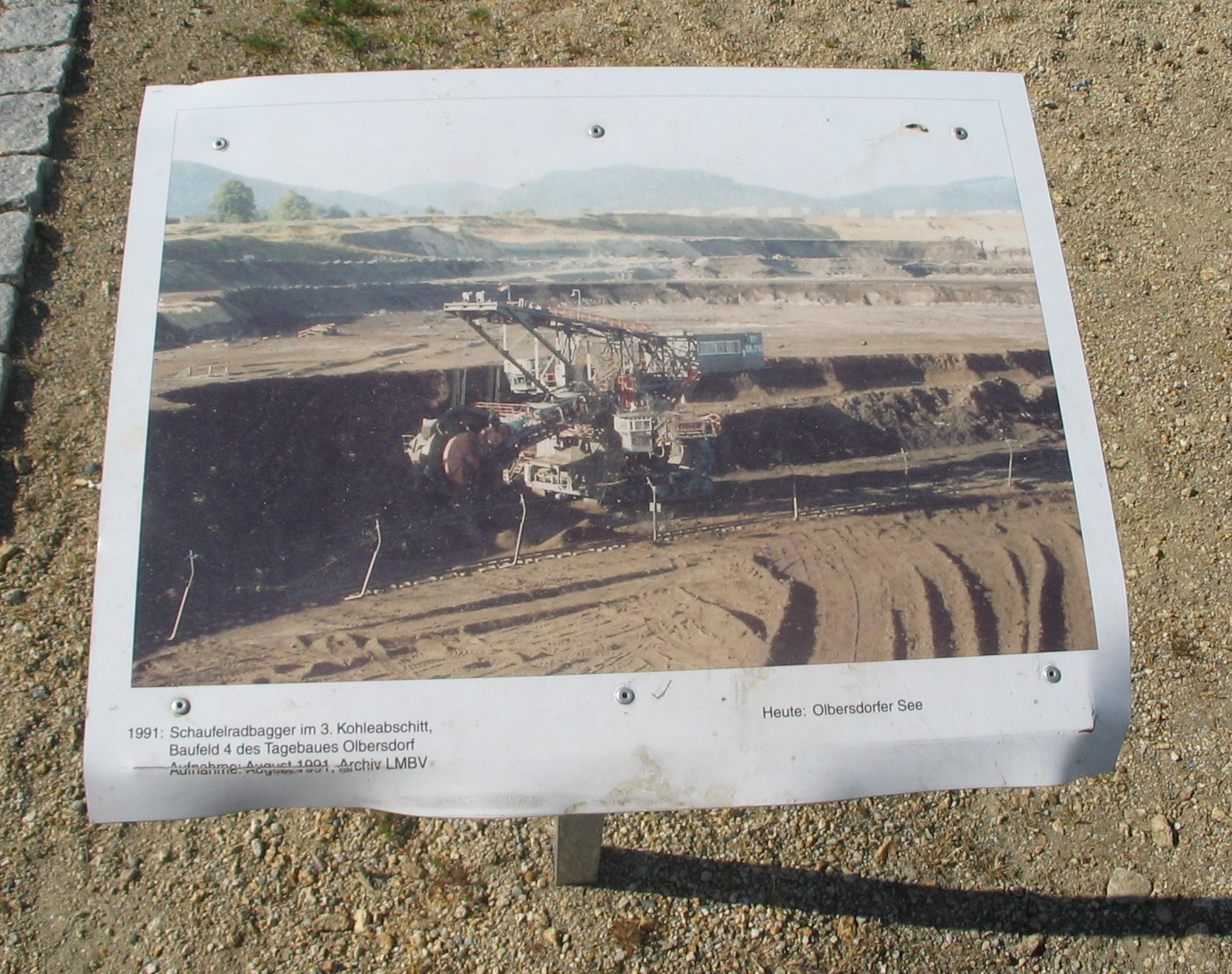
Bild vom Tagebau 1991

Außerdem wurde als Ersatz für die Bürger der südlichen Stadt Zittau und Niederolbersdorfs ein Plattenbaugebiet im Oberdorf Olbersdorf errichtet. Es besteht aus WBS-70-Plattenbauten.
Der Ministerrat der DDR beschloss am 1. März 1990, die Kohleförderung in Olbersdorf einzustellen. Die tatsächliche Einstellung erfolgte zum 30. September 1991. Im gesamten Tagebaubetrieb von 1908 bis 1991 wurden insgesamt 21,5 Millionen Tonnen Kohle gefördert.

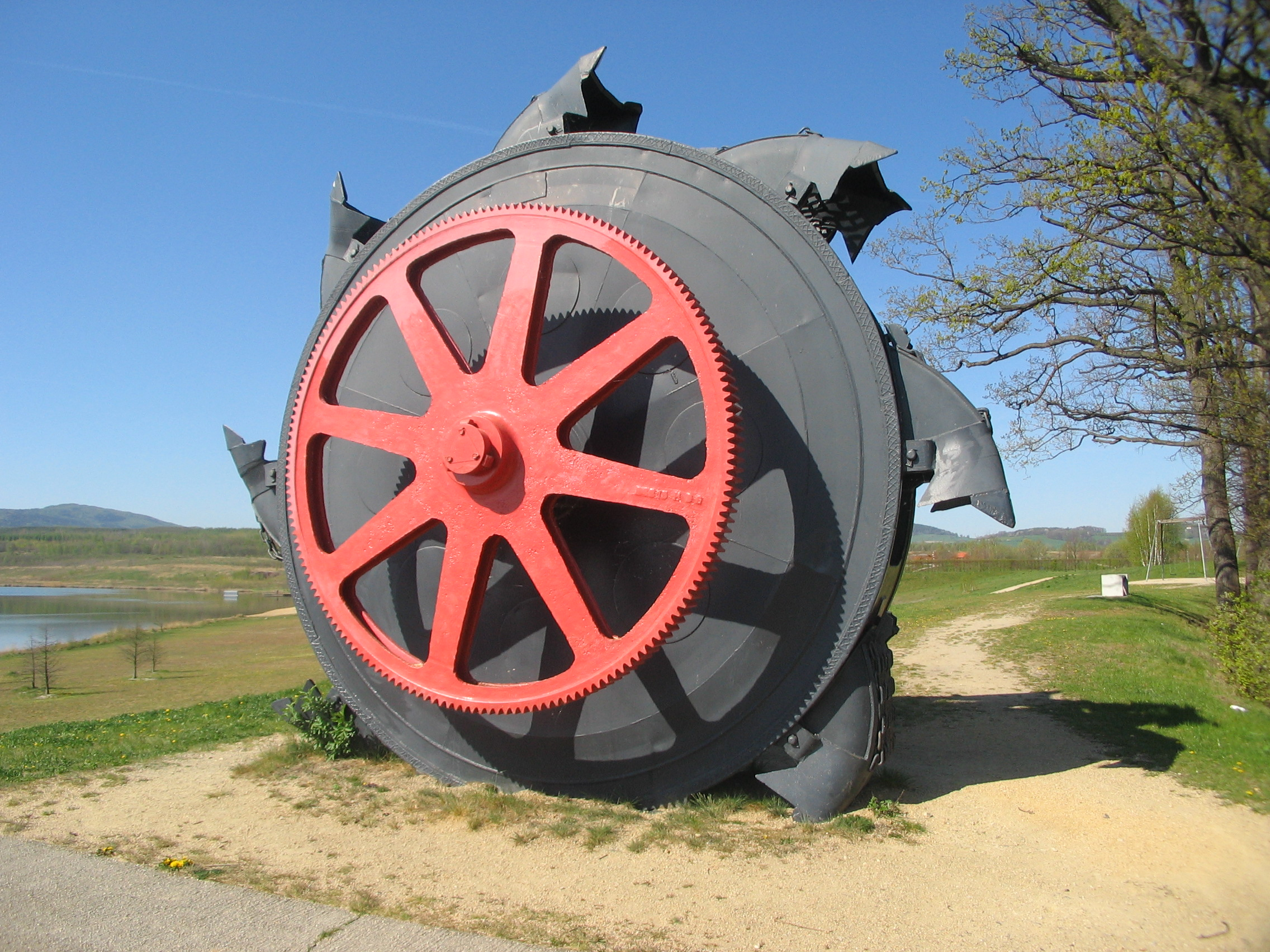
Baggerrad in Olbersdorf als Erinnerung an die Tagebauzeit

In Zittau gab es bereits den seit der Jahrhundertwende bestehenden Westpark. Hier dominiert ein alter und wertvoller Baumbestand. Das damalige Freizeitbad „Westbad“, welches 1926 von dem Zittauer Bürgermeister Zwingenberger mit Zittauer und Olbersdorfer Vereinen eingeweiht wurde, sollte außerdem im Westpark umgebaut werden.

### Bewerbung und Weiterentwicklung
Bereits im Jahr 1992 bewarb sich die Stadt Zittau für die Ausrichtung der 2. Sächsischen Landesgartenschau 1999; am 27. Februar 1994 erhielt die Stadt Zittau den endgültigen Zuschlag und erste Planungsarbeiten begannen. Da eine reine Landesgartenschau auf Zittauer Gebiet nicht möglich war, verstand man sich auf eine gemeinsame zusammen mit der anliegenden Gemeinde Olbersdorf.
In letzterer wurde bereits von 1991 bis 1993 die Sanierung des Tagebaus mit 225 Beschäftigten gestartet. Spätestens 1994 wurde mit Hilfe der LMBV die Sanierung und Rekultivierung des Tagebaus begonnen. Nachdem bereits das Grundwasser ab August 1996 aufzusteigen begann, als die Pumpen außer Betrieb genommen wurden, erfolgte die Flutung des Tagebaurestlochs im Zeitraum vom 15. September 1996 bis zum 2. März 1999 durch die Einleitung des Grundbaches.

## Konzept
Da die Flutung bereits 1996 begann, war sie pünktlich zur Landesgartenschau fertig. Da alte Grubengebäude und bauliche Anlagen vorher abgerissen wurden, konnten die sanierten Fläche bereits im April 1997 an die Landesgartenschau übergeben werden.
So wurden alle Objekte im Südteil der Landesgartenschau, in Olbersdorf, neu gestaltet, so z. B. die Hauptallee mit Linden und die verschiedenen Themengärten, außerdem der große Festplatz, der zu größeren Veranstaltungen wie der O-See-Challenge verwendet wird. Der Badestrand selbst konnte erst später zur Nutzung freigegeben werden. Einen großen Bereich nimmt der Europagarten ein, in dem das Dreiländereck (Deutschland-Polen-Tschechien), in dem die Region liegt, verdeutlicht werden soll. Zusätzlich wird die Weltoffenheit durch die Gartengestaltung der Zittauer Partnerstadt Pistoia verstärkt.
Verschiedene weitere Attraktionen wurden in den darauffolgenden Jahren durch die Gemeinde Olbersdorf angelegt, wie beispielsweise das „Grüne Klassenzimmer“ und die O-See-Plaza am Eingang. In Olbersdorf wurde außerdem die Haltestelle „Olbersdorf Freizeit-Oase“ errichtet. Die Zittauer Stadtlinie 2 (ehemals A), betrieben durch die KVG Dreiländereck, bedient diese auf dem Linienweg zwischen dem Stadtzentrum und Pethau. Trotz der Forderung im Jahr 2013, Zittauer Stadtlinien und Regionalverkehr zu trennen, entschied man sich dafür, weiterhin diese Haltestelle zu bedienen. Die errichtete Straße, die zum See führt, heißt auf Zittauer Gebiet „Zum See“ und in Olbersdorf „Zur Landesgartenschau“.
Mit der Eröffnung der Gartenschau wurde 1999 das Gelände als erster sanierter Tagebau in den neuen Bundesländern aus der Bergaufsicht entlassen und der Nachnutzung übergeben.
Als absoluter Gegensatz zum modernen Park in Olbersdorf steht der überarbeitete Westpark im Zittauer Teil der Landesgartenschau. In dem schon seit langer Zeit bestehenden Park gibt es einen großen und alten Bestand an Bäumen. Das ehemalige Freibad Westbad wurde zu einem Seerosenbecken mit sich anschließender großer Parkwiese umgestaltet. Außerdem wurde ein Erlebnisspielplatz für jüngere Besucher der Gartenschau im Westpark errichtet. Ferner fanden sich in einem 700 Quadratmeter großen Glashaus an der Stadtgärtnerei 13 wechselnde Hallenblumenschauen statt.
Als Maskottchen der 2. Sächsischen Landesgartenschau diente das „Zittauer Zwiebelchen“. Auch in der Umgangssprache der Region wurde die Schau zur „Zittauer Gartenschau“, auch wenn dieser Begriff – noch weit verbreitet – falsch ist. Fälschlicherweise wird außerdem die Nordseite des Olbersdorfer Sees „Zittauer Seite“, in voller Überzeugung, dass diese in Zittau liegt, genannt.

## Nachnutzung
Auch in der heutigen Zeit wird gerade die Olbersdorfer Seite noch sehr stark genutzt. Somit ist diese die bisher nachhaltigste Gartenschau in Sachsen. In der Zeit nach der Landesgartenschau entstand das Restaurant „Captain Hook“, außerdem der Schlauchbootverleih Seestern (früher eine Surfschule) und der Campingplatz „Zittauer Gebirge“.
Heute finden am Olbersdorfer See, im Volksmund inzwischen nur noch als O-See bezeichnet, noch viele Veranstaltungen, beispielsweise das Maifeuer, statt. Außerdem findet seit (inoffiziell) 2000 die O-SEE Challenge statt, welche am 9. Juli 2000 mit 5 Personen begann und inzwischen alljährlich zwischen 1200 und 1500 Athleten aus aller Welt in das Dreiländereck lockt. Damit ist die Veranstaltung inzwischen zu einer der bedeutendsten Cross-Triathlon Events weltweit aufgestiegen. Höhepunkt der Entwicklung war 2014 die Ausrichtung der ITU-Cross-Triathlon-WM am Olbersdorfer See und dem Zittauer Gebirge.

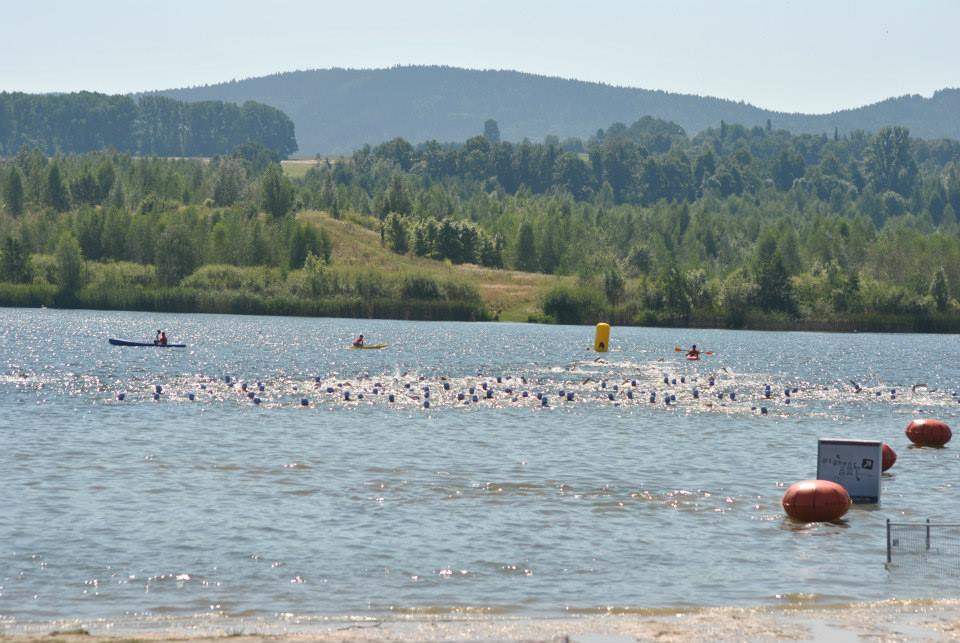
O-See-Challenge

Allerdings findet man bei allen Hinweisen auf die WM hauptsächlich den Namen Zittau wieder, da die Weltmeisterschaft unter dem Titel „2014 Zittau ITU world championship cross triathlon“ durchgeführt wurde.